# بریندیسی مونتانیا
بریندیسی مونتانیا (به ایتالیایی: Brindisi Montagna) یک کومونه در ایتالیا است که در استان پوتنزا واقع شده‌است.

## خصوصیات
بریندیسی مونتانیا ۵۹٫۸۸ کیلومترمربع مساحت و ۹۱۷ نفر جمعیت دارد و ۸۰۰ متر بالاتر از سطح دریا واقع شده‌است.